# Malayotyphlops ruficaudus
Espèce
Synonymes
- Anilios ruficauda Gray, 1845
- Typhlops ruficauda (Gray, 1845)
- Typhlops ruficaudus (Gray, 1845)
- Typhlops jagorii Peters, 1861
- Typhlops dichromatus Jan in Jan & Sordelli, 1864
- Typhlops petersii Steindachner, 1867

Statut de conservation UICN

 DD  : Données insuffisantes
Malayotyphlops ruficaudus est une espèce de serpents de la famille des Typhlopidae. 

## Répartition
Cette espèce est endémique des Philippines. Elle se rencontre sur les îles de Luçon, de Tablas et de Marinduque.

## Étymologie
Le nom spécifique ruficaudus vient du latin rufus, rouge, et de cauda, la queue, en référence à l'aspect de ce saurien.

## Publication originale
- Gray, 1845 : Catalogue of the specimens of lizards in the collection of the British Museum, p. 1-289 (texte intégral).